# إلين باول
إلين باول (بالإنجليزية: Elaine Powell) مواليد 8 سبتمبر 1975 في مونرو، هي لاعبة كرة سلة أمريكية. بدأت مسيرتها الاحترافية في سنة 1997. تم اختيارها من قبل فريق أورلاندو ميريكل خلال الدرافت. اعتزلت اللعب في 2008. فازت بلقب دوري المحترفات.

## المسيرة الاحترافية
لعبت مع أورلاندو ميريكل من سنة 1999 إلى 2002، ثم لعبت مع ديترويت شوك من سنة 2002 إلى 2005، ثم لعبت مع شيكاغو سكاي في سنة 2006، ثم لعبت مع ديترويت شوك من سنة 2006 إلى 2008.

## روابط خارجية
- إلين باول على موقع الاتحاد الوطني لكرة السلة النسائية (الإنجليزية)
- إلين باول على موقع كرة السلة الأوروبية.كوم (الإنجليزية)
- إلين باول على موقع كلية كرة السلة في سبورتس رفرنس.كوم (الإنجليزية)
- إلين باول على موقع بروبوليرز (الإنجليزية)
- إلين باول على موقع سبورتس رفرنس (الإنجليزية)